# Рівал
Рівал (валл. Rriallon), відповідно до твору Джефрі Монмутського, чотирнадцятий Міфічний король Британії, син короля Кунедага. Його правління супроводжувалось різними нещастями, такими як трьохденний кривавий дощ, страшна чума, нашестя рою мух. Поза тим, вважається, що він правив мудро.

## Родовід
- Скамандр, Засновник Троади
  -  Теукр, Цар Троади
    -  Батія, Цариця Троади
      -  Іл, Цар Троади
      -  Ерехтей, Цар Троади
        -  Трой, Цар Трої
          -  Іл, Цар Трої
            -  Лаомедонт, Цар Трої
              -  Пріам, Цар Трої
                -  Креуса, Цариця Трої, дружина Енея
                  -  Асканій Юл, Цар Альба-Лонга
                    -  Сільвій, Цар Альба-Лонга
                      -  Брут I Троянський, Король Британії
                        -  Локрін І, Король Британії
                          -  Мадан І, Король Британії
                            -  Мемпрік І, Король Британії
                              -  Ебравк І, Король Британії
                                -  Брут II Зелений щит, Король Британії
                                  -  Лайл І, Король Британії
                                    -  Руд Гуд Гудібрас, Король Британії
                                      -  Бладуд І, Король Британії
                                        -  Лір І, Король Британії
                                          -  Гонерілія, Королева Британії
                                            -  Марган, Король Британії

                                          -  Регана, Королева Британії
                                            -  Кунедаг І, Король Британії
                                              -  Рівал І, Король Британії

                                          -  Корделія, Королева Британії